# دانيال روسو
دانييل روسو  هو ممثل وكاتب سيناريو  مواليد (13 مايو 1948)

## سيرة حياته
أصله من مرسيليا  ولد في باريس,.
حيث انفصلا في بداية الخمسينيات .
- حصلت والدته على الحضانة فوضعته في رعاية سكنية في سن الرابعة.ا[8][9]